# Pascal Feindouno
Pascal Feindouno (ur. 27 lutego 1981 w Konakry) – gwinejski piłkarz na pozycji ofensywnego pomocnika.

## Kariera klubowa

### Początki kariery
W 1996 roku, Feindouno jako kilkunastoletni chłopak rozpoczynał grę w klubie CI Kamsar. Grał w nim do 1997 roku.

## Przebieg kariery
Po pół roku spędzonym w klubie ze stolicy Gwinei, Feindouno został wypatrzony przez Girondins Bordeaux. Z francuskim zespołem związał się w lipcu 1998 roku. Już w pierwszym sezonie strzelił bramkę dającą jego drużynie mistrzostwo Francji.
Sezon 2001/2002 Gwinejczyk spędził na wypożyczeniu w bretońskim FC Lorient. Bordeaux opuścił latem 2004 roku i przeniósł się do AS Saint-Étienne, gdzie stał się gwiazdą. W ciągu czterech sezonów strzelił 33 bramki w Ligue 1.
Latem 2007 roku wiele spekulowano o transferze Gwinejczyka; on sam łączony był z licznymi europejskimi drużynami. Feindouno wyraził chęć gry w jednym zespole ze swoim bliskim przyjacielem, Jean-Claude'em Darcheville'em. Do transferu do szkockiego Rangers FC nie doszło jednak ani w maju 2007 roku, ani w zimowym okienku tranferowym w roku 2008. W październiku 2007 roku pojawiły się doniesienia, jakoby sprowadzeniem Gwinejczyka zainteresowany był manager Liverpoolu Rafael Benítez, który chciał wzmocnić siłę ataku jeszcze podczas styczniowego okienka transferowego. Ostatecznie do transferu na Wyspy Brytyjskie nie doszło, a Feindouno do końca sezonu występował w Saint-Étienne.
24 września 2008 roku ogłoszono transfer gwinejskiego skrzydłowego do Al-Sadd, który wyłożył za niego 7 mln €. Kontrakt z katarskim klubem obowiązywać miał przez cztery lata. Po sezonie w Al-Sadd, Feindouno został wypożyczony na rok do Ar-Rajjan SC, a w styczniu 2010 na 3 miesiące do saudyjskiego An-Nassr.
W trakcie letniego okienka transferowego w 2010 roku zainteresowane pozyskaniem Gwinejczyka były takie kluby jak Everton, Blackburn Rovers, czy Bolton Wanderers. Ostatecznie Feindouno pozostał na Półwyspie Arabskim. Pół roku później testy zawodnikowi z Afryki oferował Wigan Athletic, Rangers FC i Celtic FC. Kontrakt z pierwszym z wymienionych klubów nie został podpisany jedynie ze względów formalnych, natomiast Celtic miał ponoć proponować Feindouno kontrakt opiewający aż na 10 000 funtów tygodniowo. Pomimo tego, w ostatnich minutach styczniowego okienka transferowego Pasky podpisał półroczny kontrakt wiążący go z AS Monaco. W drużynie z księstwa w rundzie wiosennej zagrał jedynie pięć razy, z czego trzykrotnie wchodził z ławki rezerwowych.
Kiedy Monaco spadło do Ligue 2, Gwinejczyk odbył testy w szwajcarskim FC Sion, który to klub prowadził jego dawny trener z Saint-Étienne – Laurent Roussey. W szwajcarskim klubie występował z powodzeniem w trakcie rundy jesiennej sezonu 2011/2012 – w dziewięciu meczach ligowych strzelił trzy bramki, a kolejne dwie dołożył w kwalifikacjach Ligi Europy. Gdy jednak Szwajcarski Związek Piłki Nożnej nałożył na klub karę 36 ujemnych punktów meczowych za złamanie zakazu transferowego, Feindouno rozwiązał kontrakt, argumentując że interesuje go jedynie walka o udział w europejskich rozgrywkach pucharowych.
Wartościowy zawodnik, za którego zatrudnienie nie trzeba płacić kwoty odstępnego, od razu znalazł się „na celowniku” klubów francuskich, jak też brytyjskich (Sunderlandu, czy Swansea City).
Ostatecznie latem 2012 przeszedł do tureckiego Elazığsporu.

## Kariera reprezentacyjna
W reprezentacji Gwinei Feindouno zadebiutował w 1999 roku. Największym sukcesem reprezentacyjnym jest zajęcie z gwinejską reprezentacją pierwszego miejsca w fazie grupowej Pucharu Narodów Afryki w 2006 roku. Sam Feindouno zdobył wówczas cztery bramki. W edycjach 2004, 2006 i 2008 docierał do ćwierćfinału tej imprezy. W decydującym meczu w roku 2008 nie mógł jednak zagrać ze względu na zawieszenie. Feindouno był wówczas kapitanem kadry.
Po wyjeździe z Europy, Feindouno przestał otrzymywać powołania do reprezentacji. Do drużyny narodowej powrócił w marcu 2011 roku, po ponad rocznej przerwie. Znalazł się także w składzie reprezentacji Syli National na Puchar Narodów Afryki 2012, podczas którego jednak funkcję kapitana pełnił Kamil Zayatte.

### Statystyki
Stan na dzień 25 stycznia 2012 r. Dane nie są pełne – w poszczególnych latach brakuje informacji o co najmniej 16 meczach.
| Występy w reprezentacji Gwinei | Występy w reprezentacji Gwinei | Występy w reprezentacji Gwinei |
| Rok                            | M                              | G                              |
| ------------------------------ | ------------------------------ | ------------------------------ |
| Brak danych dla lat 1999–2001  |                                |                                |
| 2002                           | 2                              | 0                              |
| 2003                           | 2                              | 0                              |
| 2004                           | 9                              | 4                              |
| 2005                           | 4                              | 1                              |
| 2006                           | 4                              | 4                              |
| 2007                           | 8                              | 3                              |
| 2008                           | 12                             | 4                              |
| 2009                           | 8                              | 4                              |
| 2011                           | 6                              | 1                              |
| 2012                           | 2                              | 0                              |

## Sukcesy
- Mistrzostwo Francji 1999 (z Girondins Bordeaux)
- Puchar Francji 2002 (z Lorient)
- finał Pucharu Ligi Francuskiej 2002 (z Lorient)

## Życie prywatne
Brat Pascala, Simon Feindouno również jest piłkarzem – na pozycji pomocnika występował m.in. w FC Istres. Również trzeci z braci, Benjamin Feindouno gra zawodowo w piłkę nożną.
Agentem Gwinejczyka jest Rui Pedro Alves.